# Calomantispa venusta
Calomantispa venusta är en insektsart som beskrevs av Christine Lynette Lambkin 1986. Calomantispa venusta ingår i släktet Calomantispa och familjen fångsländor. Inga underarter finns listade i Catalogue of Life.